# Grandvillers-aux-Bois
Grandvillers-aux-Bois – miejscowość i gmina we Francji, w regionie Hauts-de-France, w departamencie Oise.
Według danych na rok 1990 gminę zamieszkiwały 274 osoby, a gęstość zaludnienia wynosiła 41 osób/km² (wśród 2293 gmin Pikardii Grandvillers-aux-Bois plasuje się na 725. miejscu pod względem liczby ludności, natomiast pod względem powierzchni na miejscu 716.).